# T̪
Le T pontet souscrit (majuscule : T̪, minuscule : t̪) est une lettre additionnelle de l’alphabet latin utilisée dans l’écriture du pomo du Nord et dans la translitération du swahili écrit avec l’alphabet arabe. Elle représente le t interdental ou postdental, notamment dans la transcription d’Ernst Dammann.

## Utilisation
Dans l’alphabet phonétique international, le t pontet souscrit peut être utilisé pour transcrire une consonne occlusive dentale sourde. Le t pouvant déjà être utilisé pour transcrire cette consonne, mais celui-ci peut aussi transcrire une consonne occlusive alvéolaire sourde, le pontet est alors utilisé pour spécifier la prononciation dentale.
En pomo du Nord, le t pontet souscrit ‹ t̪' › représente une consonne occlusive dentale sourde et est aussi utilisé dans les digrammes ‹ t̪' › et ‹ t̪ʰ ›.
Certains auteurs, dont notamment Ernst Dammann, utilisent en swahili le t pontet souscrit pour transcrire le t interdental ou postdental, distincte du t alvéolaire, ou pour translitérer les lettres qui la représente dans les manuscucrits arabes swahili.

## Représentations informatiques
Le T pontet souscrit peut être représenté avec les caractères Unicode suivants :
- décomposé (latin de base, diacritiques) :

| formes    | représentations | chaînes de caractères | points de code | descriptions                                          |
| --------- | --------------- | --------------------- | -------------- | ----------------------------------------------------- |
| capitale  | T̪               | T◌̪                    | U+0054 U+032A  | lettre majuscule latine t diacritique pontet souscrit |
| minuscule | t̪               | t◌̪                    | U+0074 U+032A  | lettre minuscule latine t diacritique pontet souscrit |